# Pakistan Phytopathological Society
Pakistan Phytopatological Society (PPS) – pakistańskie stowarzyszenie fitopatologiczne.
Do założenia stowarzyszenia przyczyniło się poświęcone patologii lasu spotkanie 32 fitopatologów z University of Agriculture w Fajsalabadzie, Ayub Agriculture Research Institute, Nuclear Institute of Agriculture and Biology w Faisalabadzie oraz Pakistan Central Cotton Institut w Multanie, które odbyło się 20 grudnia 1983. Pierwszym prezydentem został A. Sattar. Następnie funkcję tę sprawowali J. H. Mirza, S. M. Khan i Ahmad Saleem Akhtar. Obecnie prezydentem jest Abdul Rauf.
Od 1989 organizacja wydaje recenzowane czasopismo naukowe otwartego dostępu Pakistan Journal of Phytopathology.
PPS działa w stowarzyszeniu z International Society for Plant Pathology.